# Cuff It
Cuff It ist ein Lied der US-amerikanischen R&B-Sängerin Beyoncé. Es erschien am 28. September 2022 als zweite Singleauskopplung ihres siebten Studioalbums Renaissance.

## Inhalt
Das Lied wurde von Beyoncé Knowles selbst, Denisia Andrews, Brittany Coney, Morten Ristorp, Raphael Saadiq, Mary Brockert und Allen McGrier geschrieben. Die Musik ist durch einen schnellen Rhythmus mit einer markanten Subbass-Melodie geprägt. Der Text beginnt mit den Worten I feel like fallinʼ in love (fallinʼ love) und erinnert stark an die Disco-Zeiten der 90er Jahre. Er gibt die ausgelassene Stimmung vor dem Beginn einer Partynacht wieder. Durch die sozialen Netzwerke Instagram und TikTok erlangte Cuff It eine große Reichweite. Der Song feiert Freiheit und Spaß und regt zum Tanzen und Feiern an.

## Musikvideo
Das 3:48 Minuten lange Musikvideo ist in den Farben rot und schwarz gehalten. Die Atmosphäre erinnert an einen Club. Man sieht Beyoncé, wie sie sich in verschiedenen cool bis extravaganten Styles präsentiert sowie weitere Personen, die sich ebenso präsentieren.

## Kommerzieller Erfolg

### Chartplatzierungen
| ChartsChartplatzierungen       | Höchstplatzierung | Wochen |
| ------------------------------ | ----------------- | ------ |
| Deutschland (GfK)              | 29 (13 Wo.)       | 13     |
| Österreich (Ö3)                | 48 (4 Wo.)        | 4      |
| Schweiz (IFPI)                 | 18 (25 Wo.)       | 25     |
| Vereinigte Staaten (Billboard) | 6 (35 Wo.)        | 35     |
| Vereinigtes Königreich (OCC)   | 5 (46 Wo.)        | 46     |

| ChartsJahrescharts (2022)    | Platzierung |
| ---------------------------- | ----------- |
| Vereinigtes Königreich (OCC) | 89          |

| ChartsJahrescharts (2023)      | Platzierung |
| ------------------------------ | ----------- |
| Vereinigte Staaten (Billboard) | 29          |
| Vereinigtes Königreich (OCC)   | 43          |

### Auszeichnungen für Musikverkäufe
| Land/Region                  | Auszeichnungen für Musikverkäufe (Land/Region, Auszeichnung, Verkäufe) | Verkäufe  |
| ---------------------------- | ---------------------------------------------------------------------- | --------- |
| Australien (ARIA)            | 2× Platin                                                              | 140.000   |
| Belgien (BRMA)               | Platin                                                                 | 40.000    |
| Brasilien (PMB)              | 3× Diamant                                                             | 480.000   |
| Dänemark (IFPI)              | Platin                                                                 | 90.000    |
| Frankreich (SNEP)            | Diamant                                                                | 333.333   |
| Griechenland (IFPI)          | Gold                                                                   | 10.000    |
| Italien (FIMI)               | Platin                                                                 | 100.000   |
| Kanada (MC)                  | 3× Platin                                                              | 240.000   |
| Mexiko (AMPROFON)            | Platin                                                                 | 140.000   |
| Neuseeland (RMNZ)            | 2× Platin                                                              | 60.000    |
| Polen (ZPAV)                 | Platin                                                                 | 50.000    |
| Portugal (AFP)               | 2× Platin                                                              | 20.000    |
| Schweiz (IFPI)               | Platin                                                                 | 20.000    |
| Spanien (Promusicae)         | Platin                                                                 | 60.000    |
| Südafrika (RISA)             | Gold                                                                   | 10.000    |
| Vereinigte Staaten (RIAA)    | 3× Platin                                                              | 3.000.000 |
| Vereinigtes Königreich (BPI) | 2× Platin                                                              | 1.200.000 |
| Insgesamt                    | 2× Gold · 21× Platin · 4× Diamant ·                                    | 5.993.333 |

Hauptartikel: Beyoncé/Auszeichnungen für Musikverkäufe